# Megàstenes
Megàstenes (grec antic: Μεγασθένης, Megasthénes) fou un escriptor grec que va viure entre el 350 i el 290 a C. Va viatjar a l'Índia com a ambaixador de Seleuc I Nicàtor i la descripció que en va fer d'aquell país, titulada Índiques, va servir de referència als escriptors posteriors.

## Viatge

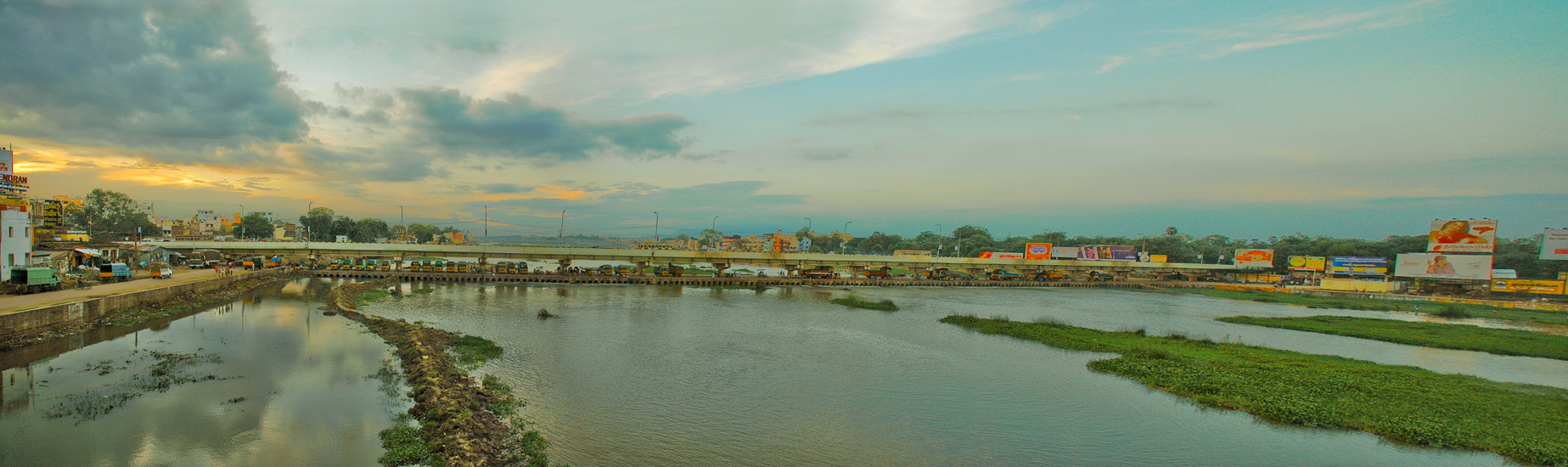
Vista del riu Vaigai al seu pas per Mathura, ciutat índia on va residir Megàstenes.

Megàstenes era nascut a la regió de parla grega de l'Àsia Menor. Fou amic i camarada de Seleuc I Nicàtor, qui el va enviar a Sandracot, rei dels parsis amb capital a Palibotra, probablement propera a la confluència del Ganges amb el Vaigai, prop de la moderna Patna. Apià diu que va viure a Mathura (al nord de l'Índia, no confondre amb Madurai, al sud) a la cort de Sibirti, sàtrapa d'Aracòsia i Gedròsia nomenat el 323 aC.
L'ambaixada estaria datada al 302 aC quan Sandracot i Seleuc es van aliar, encara que no se sap si l'aliança va derivar de les gestions de Megàstenes. Sandracot va morir vers 288 aC així que en tot cas l'ambaixada és anterior a aquesta data.

## Índiques
Va escriure una obra intitulada τὰ Ἰνδικά (ta Indikà, 'les coses de l'Índia') probablement dividit en quatre llibres. Autors posteriors com Estrabó o Flavi Arrià es van basar en aquesta obra per fer els seus escrits de geografia. Encara que probablement no va viatjar per tot el país, va fer un recull d'informació geogràfica des de l'Himàlaia fins a l'illa de Sri Lanka.
Al començament de l'obra narra com els antics indis havien sentit parlar de l'arribada en temps molt remots dels déus Dionís i Hèracles procedents de terres gregues. Aquesta llegenda es va fer molt popular en el període alexandrí. En particular és important la seva descripció de les religions practicades pels indis, diferent de l'actual: esmenta el culte a Dionís i l'hinduisme però no parla del budisme, potser perquè el seu viatge es va limitar a la zona nord del país. Això ha donat peu a una teoria que proposa que el budisme no va ser àmpliament conegut abans del regnat d'Aixoka.
La descripció que fa de la societat índia és també diferent de l'actual, ja que segons ell estava subdividida en 7 castes.
- La primera està formada pel col·lectiu de filòsofs, que quan a nombre és inferior a les altres classes, però quan a dignitat és preeminent per damunt de totes. El filòsof qui erra en les seves prediccions incorre en censura, i llavors guarda silenci per la resta de la seva vida.
- La segona casta consisteix en els camperols, els quals sembla que són molt més nombrosos que la resta. Dediquen tot el seu temps al conreu del camp; ningú els importuna i no tenen enemics, ja que són considerats om a benefactors de la comunitat i són protegits de qualsevol dany.
- La tercera casta és la dels pastors i ramaders, els quals no estan establerts en ciutats sinó que viuen de forma nòmada en tendes.
- La quarta casta és la dels artesans. Entre aquests alguns són fabricants d'armes mentre que altres fan eines útils per als camperols o per altres activitats. Aquesta classe no tan sols està exempta del pagament de taxes sinó que, a més, rep una assignació de diners de la hisenda reial.
- La cinquena casta és la dels militars. Està ben organitzada i equipada. Ocupa el segon lloc pel que fa al nombre de membres. Es dediquen a no fer res (o a divertir-se) en temps de pau. Són mantinguts pel rei així com la reialesa se'n fa càrrec de la despesa en cavalls, elefants i equipament dels soldats.
- La sisena casta està formada pels capatassos. Són els qui supervisen cada província controlant perquè tot funcioni bé; després elaboren un informe per al rei i, si aquest no se'n pot fer càrrec, s'adrecen als magistrats.
- La setena casta està formada pels consellers i assessors, els qui deliberen sobre els assumptes públics. Són la classe minoritària, pel que fa al seu nombre però són molt respectats per la importància de les seves opinions, ja que en elles es basa les decisions que pren el rei, així com pel control sobre el tresor públic i per fer d'àrbitres en les disputes entre particulars. Sovint els generals de l'exèrcit i els principals magistrats, pertanyen a aquesta classe.

Les Índiques també contenen diverses llegendes i faules de la tradició índia, les quals va copiar l'historiador Ctèsies de Cnidos al segle v, en un llibre també titulat Índiques.
Clement d'Alexandria va fer una resposta a les Índiques dins la seva obra Stromata, ja que segons sembla que havia malinterpretat l'autor pensant que Megàstenes volia demostrar que els grecs eren anteriors als indis. Clement era un defensor dels escrits bíblics i segons ell, el primer poble sobre la terra no eren els grecs ni els indis sinó els jueus, descendents dels primers humans segons els llibres de l'Antic Testament.